# ایلای ویتنی
ایلای ویتنی(به انگلیسی: Eli Whitney) (زادهٔ ۸ دسامبر ۱۷۶۵ - مرگ ۸ ژانویه ۱۸۲۵) مخترع آمریکایی بود. شناخته‌شده‌ترین اختراع او ماشین پنبه پاک‌کن است.
اختراع او نقشی کلیدی در انقلاب صنعتی و اوج‌گیری اقتصاد ایالت‌های جنوبی پیش از جنگ داخلی آمریکا داشت.
از دیگر اختراع‌های ویتنی می‌توان به یکی از نخستین نمونه‌های ماشین تراش اشاره کرد. یکی از اختراع‌های او که سبب شناخته‌تر شدنش گردید ساخت تفنگ فیتیله‌ای با قطعه‌های تعویض‌پذیر بود.